# خان‌الدویر
خان الدویر (به عربی: خان الدویر) روستایی فلسطینی، واقع در ۳۵ کیلومتری شمال شرق صفد بود.